# 1908年香港
|        | 香港歷史 \| 香港歷史年表                                                                                                   |
| 世紀： | 19世紀香港 \| 20世紀香港 \| 21世紀香港                                                                                     |
| 年代： | 1870年代香港 \| 1880年代香港 \| 1890年代香港 \| 1900年代香港 \| 1910年代香港 \| 1920年代香港 \| 1930年代香港               |
| 年份： | 1904年香港 \| 1905年香港 \| 1906年香港 \| 1907年香港 \| 1908年香港 \| 1909年香港 \| 1910年香港 \| 1911年香港 \| 1912年香港 |
| 紀年： | 戊申年（猴年）、香港開埠67周年                                                                                             |

## 大事記
- 全年失業者日漸增多。
- 香港街頭出現第一輛汽車。
- 英皇愛德華七世大酒店建於雪廠街。
- 時事畫報由廣州遷港。
- 長洲官立中學成立。
- 香港天文台設立氣象站。
- 各區裝設警鐘。
- 政府財政收入為610萬，支出793萬[1]。
- 總人口為421,499人，外國人佔19,786名[1]。

### 1月
- 1月15日，公佈1907年當局共捕鼠38,520隻[1]。
- 1月17日，港督盧嘉在聖士提反書院頒獎禮致詞，希望香港的學校達到英國牛津大學及劍橋大學的水準。
- 1月，地產富商麼地捐款15萬港元，作為香港大學建造費[1]。

### 2月
- 2月5日，二辰丸案發生，廣州及香港相繼出現反日運動。

### 3月
- 3月18日，港督呼籲全港富商捐款籌建香港大學。
- 3月，設立香港大學籌備委員會。

### 4月
- 港府及南華早報提出禁煙民意測驗，徵求華人士紳意見。

### 5月
- 5月16日，香港總商會開會反對英廷立即禁煙並關閉煙館的主張。
- 5月29日，立法局會議通過反對禁煙及關閉煙館。

### 6月
- 6月5日，頒佈《文武廟條例》，將文武廟資產移交東華醫院管理。

### 7月
- 7月27日，颱風於晚上正面襲港成災，香港天文台於23時半[2]懸掛黑十字風球（即今十號颶風信號）至翌日，並嗚風炮三響。英京輪在大小磨刀附近不敵狂風沉沒，全船罹難人數達421名[3][4]，僅41人獲救生還，成為香港史上最多人喪生的海難事故。統計全港，共500餘人命喪此次風災，另14人受傷，至今為香港第四多人死亡風災[5][6]。

### 9月
- 9月25日，香港大學籌建委員會列出調查報告，不主張設立大學。
- 9月26日，南華早報發表文章，主張電車、公園另設兩人座位，並禁止華人使用。

### 10月
- 10月31日，香港華商以日本人污辱諷詆華人，發生暴動[7]:130。

### 11月
- 11月1日，香港華人發動抵制日貨運動。
- 11月2日，香港華人抵制日貨與日人衝突，被捕數十人[7]:130。
- 11月30日，兩廣總督張人駿電外務部，香港華商排斥日貨，與內地無關[7]:132。

### 12月
- 港督盧嘉召集第2次香港富商會議，一致決議照港督原計劃籌建香港大學[1]。